# Pakalihawa
Pakalihawa (en népalais : पकलीहवा) est un comité de développement villageois du Népal situé dans le district de Nawalparasi. Au recensement de 2011, il comptait 10 454 habitants.